# Pê (letra semítica)
Pê, ou fê (פ,ף; pe, pey, fe, fey), é a décima-sétima letra de vários abjads semíticos, assim como o fã  do alfabeto árabe e o ʾpē do alfabeto fenício.
Pe é uma letra fenícia. Deu origem a letra grega pi, e a letra latina P.